# Phyllotreta ispartaensis
Phyllotreta ispartaensis là một loài bọ cánh cứng trong họ Chrysomelidae. Loài này được Gok miêu tả khoa học năm 2005.